# Білоус Василь Іванович
Васи́ль Іва́нович Білоу́с (8 грудня 1925, с. Бродецьке, тепер Катеринопільський район, Черкаська область — пом. 14 грудня 2013, Вінниця) — український лісознавець, селекціонер, письменник. Доктор сільськогосподарських наук (1980), заслужений діяч науки і техніки України (1996). Професор (1985) кафедри лісівництва та декоративного садівництва Уманського аграрного університету. Нагороджений численними відзнаками, серед яких орден Слави III ст., два ордени Великої Вітчизняної війни, орден «За мужність», дві медалі «За відвагу», 17 ювілейних медалей.
Академік-засновник Академії наук вищої школи України.

## Освіта
- 1956 закінчив лісогосподарський факультет Київського лісогосподарського інституту. Спеціальність за дипломом про вищу освіту — «Інженер лісового господарства».
- 1959–1962 — навчання в аспірантурі на кафедрі лісових культур УСГА. Того ж року захистив кандидатську дисертацію.
- Дисертацію на тему «Наукові основи елітного насінництва дуба в лісах Правобережного лісостепу» на здобуття вченого ступеня доктора сільськогосподарських наук захистив 1980 р. в Українській сільськогосподарській академії (тепер — Національний університет біоресурсів і природокористування України, Київ).

## Кар'єра
З 1956 по 1959 рр. працював старшим інженером Мукачівського лісгоспу, у 1959–1962 рр. був аспірантом кафедри лісових культур Української сільськогосподарської академії, в 1962–1982 рр. — старший науковий співробітник Вінницької ЛНДС. Завідувач кафедри лісівництва та декоративного садівництва Уманського аграрного університету в період 1982–1997 рр. До цього ж часу працює професором цієї ж кафедри. Учене звання професора отримав 1985 року.

## Наукові досягнення, книги
Науково-педагогічний стаж професора Білоуса В. І. становить 64 роки. Основні напрямки наукової роботи — селекція дуба, розробка методів елітного насінництва, гібридизація дуба. Вчений займається проблемою інтрогресивної гібридизації з метою створення плантацій для отримання гібридних жолудів дуба.
Науковий доробок професора Білоуса В. І. складають більше 250 друкованих праць, в тому числі наукових — 230, науково-популярних — 15, навчально-методичних — 5. Найважливішими серед них є такі:
- Білоус В. І. Лісова селекція. Підручник для ВНЗ. — Умань: Уманське видавничо-поліграф. підприємство, 2003. — 534 с.
- Білоус В. І. Садово-паркове мистецтво. Навчальний посібник. — К.: Науковий світ, 2001. — 300 с.
- Білоус В. І. Декоративне садівництво. Підручник для вузів. — Умань: Науково-видавничий центр УДАУ, 2005. — 295 с.
- Білоус В. І. Селекція та насінництво дуба. Монографія. — Черкаси: НІІТЕХІМ, 2004. — 200 с.
- Білоус В. І. Гібридизація дуба в лісах України. Монографія. — Львів: Панорама, 2003. — 134 с.
- Білоус В. І. Вирощування високопродуктивних культур дуба в Лісостепу України. Монографія. — Вінниця: Книга-Вега, 2007.- 176 с.
- Білоус В. І. Недолю співаю козацького краю. Спогади про голодомор. Перше видання. — Черкаси: Сіяч, 1999. — 362 с.
- Білоус В. І. Недолю співаю козацького краю. Друге доповнене видання. — Вінниця: Книга-Вега, 2008. — 295 с.
- Білоус В. І. У вогні боротьби двох диктаторів. Спогади про воєнні роки. — Львів: Панорама, 2002. — 179 с.
- Білоус В. І. На науковій ниві в дібровах України. Спогади. — Умань: АЛМІ, 2005. — 242 с.

Вчений має також шість авторських свідоцтв на сорти рослин та методи селекції дуба звичайного.

## Відзнаки
Академік Академії наук вищої школи. Був членом спеціалізованих вчених рад із захисту дисертацій. Нагороджений знаком пошани Мінагропрому (2000 р.), «Відмінник аграрної освіти» (2005 р.), «Заслужений діяч науки і техніки України» (2001 р.), «Почесний лісівник України» (2005 р.).
Учасник німецько-радянської війни. На його рахунку багато бойових нагород. Серед них: орден Слави III ст., два ордени Великої Вітчизняної війни, орден «За мужність», дві медалі «За відвагу», 17 ювілейних медалей. Багаторазовий учасник ВДНГ, де здобув срібну і бронзову нагороди.
За бойові та трудові заслуги професор Білоус є довічним президентським стипендіатом, а також лауреатом нагороди Ярослава Мудрого (нагорода Академії Наук вищої школи). Про бойовий та трудовий шлях професора Білоуса опубліковано низку статей у вітчизняних виданнях.